# Tadeusz Graniczka

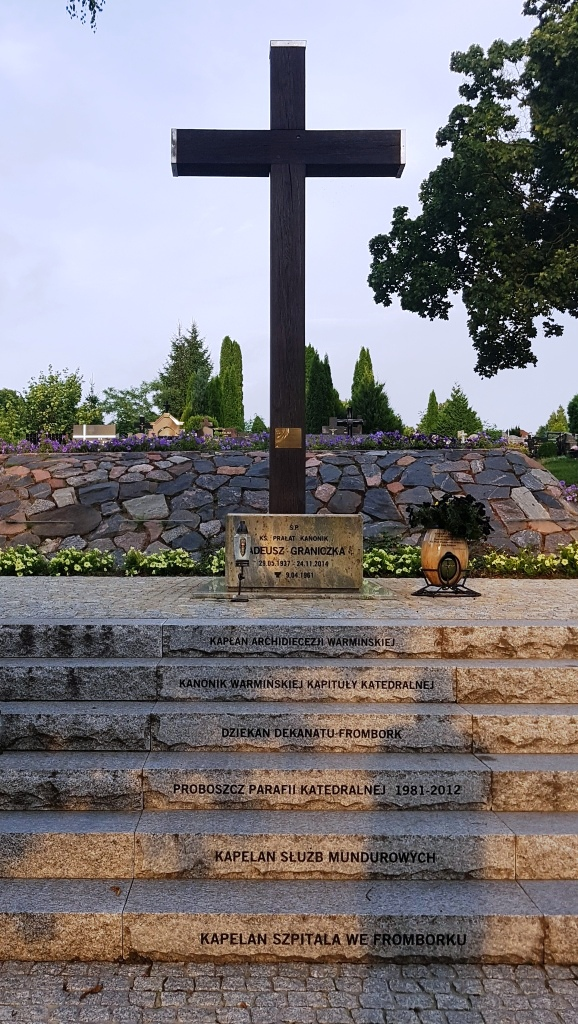
Grób ks. Tadeusza Graniczki na cmentarzu we Fromborku

Tadeusz Władysław Graniczka (ur. 29 maja 1937 w Chorzelowie, zm. 24 listopada 2014) – ksiądz katolicki, prałat, wieloletni proboszcz parafii we Fromborku.

## Życiorys
Tadeusz Graniczka urodził się 29 maja 1937 w Chorzelowie w diecezji tarnowskiej w rodzinie Kazimierza i Honoraty z domu Kiełb. Tam został ochrzczony 6 czerwca tego roku. Ukończył liceum ogólnokształcące w Mielcu. Po zdaniu matury w 1955 wstąpił do Wyższego Seminarium Duchownego „Hosianum” w Olsztynie. 9 kwietnia 1961 otrzymał święcenia kapłańskie z rąk biskupa Tomasza Wilczyńskiego.
Pracował jako wikariusz w parafiach: św. Wojciecha w Elblągu (23.06.1961), św. Andrzeja Boboli w Wojciechach (28.06.1963), św. Stanisława Biskupa i Męczennika w Franknowie (07.06.1964), św. Apostołów Szymona i Judy w Starym Targu (20.02.1965), Matki Bożej Szkaplerznej w Świętajnie (07.05.1965) i Wniebowzięcia Najświętszej Maryi Panny w Szczytnie (15.07.1965 r.). Następnie został proboszczem Przenajświętszej Trójcy w Chruścielu (12.08.1966), św. Barbary w Boguchwałach (31.07.1971) i Wniebowzięcia Najświętszej Maryi Panny we Fromborku (01.07.1981). We Fromborku był również kapelanem Szpitala dla Psychicznie Chorych i ochotniczej straży pożarnej powiatu braniewskiego. Od 1977 został wybrany dziekanem dekanatu Frombork. 18 grudnia 1984 odznaczony godnością kanonika honorowego warmińskiej kapituły katedralnej, pełnił również funkcję penitencjarza, od 9 stycznia 1993 – kapelana honorowego. 29 grudnia 2005 otrzymał godność prałata honorowego Jego Świątobliwości. W roku 2012 przeszedł na emeryturę.
Ksiądz Graniczka organizował remonty budowli, a arcybiskup Józef Glemp, ordynariusz diecezji warmińskiej, odebrał parafię we Fromborku spod zarządu salezjan i mianował księdza diecezjalnego Graniczkę proboszczem tej parafii. Budynek katedry był w złym stanie technicznym, ostatnie większe prace konserwatorskie przeprowadzano w połowie lat sześćdziesiątych. Dach katedry przykryto nową dachówką, naprawiono średniowieczną więźbę, wykonano izolację fundamentów wraz z przyległą kaplicą Zbawiciela. Dokonano konserwacji zachowanych XIX-wiecznych witraży w oknach elewacji południowej oraz zamontowano nowe w elewacji północnej. Przeprowadzono konserwację kamiennych gotyckich portali w kruchcie zachodniej, a także poddano jej większość manierystycznych ołtarzy katedralnych wraz z hieratycznym gotyckim poliptykiem Maryjnym, większą część stalli kanonickich, barokowe i neogotyckie konfesjonały, srebrne utensylia, wolno stojące rzeźby i wiele obrazów. Wyremontowano organy główne i chórowe, zakonserwowano emporę organową wraz z malowidłami Jerzego Pipera. Inne prace konserwatorskie wykonane w katedrze oraz w nowym pałacu biskupim to konserwacja XIX-wiecznego polichromowanego wnętrza kaplicy biskupiej. Dodać do tego należy rewitalizację cmentarza kanoników z początków XX w. z górującą nad nim kamienną pseudogotycką Pasją.
W 2004 roku z inicjatywy ks. Tadeusza Graniczki została utworzona w Narusie kaplica pod wezwaniem św. Ojca Pio. Arcybiskup warmiński Edmund Piszcz wydał dekret zezwalający na przechowywanie w kaplicy najświętszego sakramentu. Od tamtej chwili w każdą niedzielę, święta i w pierwszy piątek miesiąca odprawiana była w kaplicy msza św. przez księdza Graniczkę, opiekuna kaplicy i wielkiego przyjaciela mieszkańców osady. 14 października 2007 kaplica w Narusie otrzymała, znów dzięki staraniom ks. Graniczki przy wsparciu mieszkańców Narusy, od ojców kapucynów z San Giovanni Rotondo relikwiarz z relikwiami św. Ojca Pio.
Ks. Graniczka zmarł 24 listopada 2014. Pochowany został 27 listopada na cmentarzu komunalnym przy ul. Braniewskiej, po mszy żałobnej w bazylice fromborskiej.

## Odznaczenia państwowe
- Krzyż Kawalerski Orderu Odrodzenia Polski[3]
- Srebrny Krzyż Zasługi
- Odznaka Honorowa za Zasługi dla Województwa Warmińsko-Mazurskiego
- Złoty Znak Związku Ochotniczych Straży Pożarnych RP
- Złoty Medal „Za Zasługi dla Pożarnictwa”
- Brązowy Medal „Za zasługi dla obronności kraju”
- Złota Odznaka „Za opiekę nad zabytkami”
- Odznaka za Zasługi dla Związku Kombatantów RP i byłych Więźniów Politycznych
- Statuetka - Wiktoria Fromborska przyznana w kategorii: Ochrona Zabytków[6][7]